# Volksopstand van 1886
De Volksopstand van 1886 was een opstand in België in 1886, die aan zeker 28 mensen het leven kostte. 

## Voorgeschiedenis
In maart en mei 1871 was er een opstand na de Frans-Duitse Oorlog. Er werd een arbeidersstaat te Parijs opgericht. Deze werd met vele tienduizenden doden neergeslagen.  

## Begin[1]

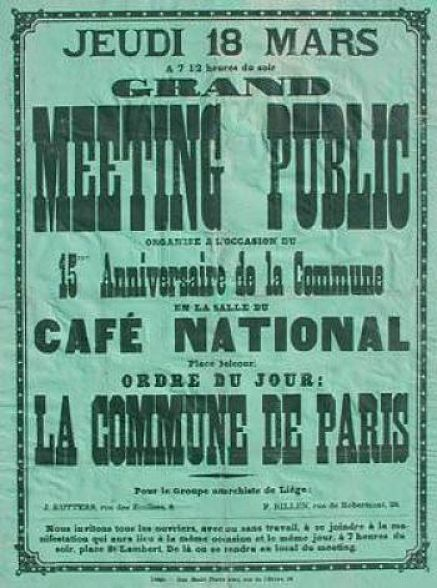
Oproep voor herdenking

Tijdens de herdenking  van de commune van Parijs, op 18 maart 1886,  mondde een bijeenkomst op de Place Saint-Lambert in Luik uit in een optocht doorheen de stad. Het contrast tussen de rijkdom van de bourgeoisie en de erbarmelijke werk- en leefomstandigheden van de arbeiders resulteerde in een woede. Tijdens plunderingen en de daaropvolgende tussenkomst van de rijkswacht stierven meerdere betogers onder de sabels. Dit was het begin van twee maanden rellen en stakingen.

## Stakingen
Als gevolg kwam er op 21 maart een algemene staking in het Luiks steenkoolbekken. Door het harde geweld viel de staking in het Luikse stil. Vanaf 25 maart werd er echter ook in Fleurus en het Pays Noir (Zwarte land) (de mijnregio van Charleroi) gestaakt. Ook hier vielen er slachtoffers. De stakingsgolf ging doorheen heel Wallonië en werd gesteund door Vlaamse collega's.
De autoriteiten deden een beroep op de Burgerwacht, en de regering-Beernaert stuurde legereenheden onder generaal Alfred Van der Smissen om de stakingen neer te slaan. Er werd met scherp op de arbeiders geschoten. Alleen al in Roux vielen op eind maart 19 doden. In totaal waren er minstens 28 dodelijke slachtoffers.

## Veroordelingen

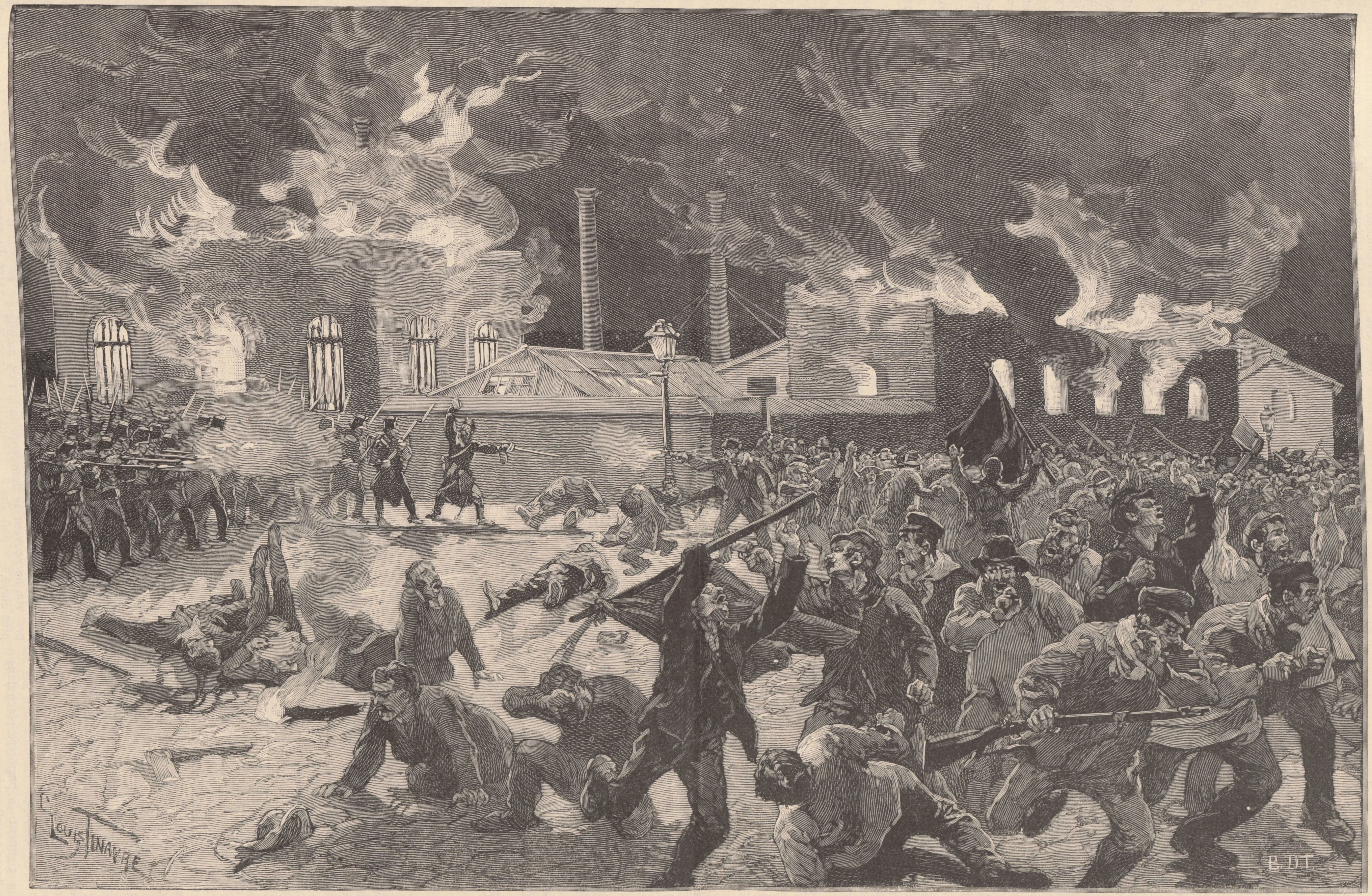
De fusillade van Roux (Le Monde illustré, 10 april 1886)

Vele mensen werden opgepakt en zonder bewijs veroordeeld tot extreem zware straffen. Ook werden vakbondsmensen geviseerd. Oscar Falleur en Xavier Schmidt werden veroordeeld tot twintig jaar dwangarbeid. Velen werden schuldig bevonden aan inbreuken op het beruchte artikel 310 van het Strafwetboek, dat stakingen sterk beknotte. De monsterprocessen gingen door tot 1892. Bekend is het zogenaamde Procès du grand complot, waar onder meer Alfred Defuisseaux terechtstond.

## Gevolg
Door dit onrecht braken er in 1887 nieuwe stakingen uit in de regio's van Luik en Charleroi. De eisen waren algemeen stemrecht en amnestie van de veroordeelden. Na enkele maanden zwichtte de overheid en kwamen de gevangenen vervroegd vrij. Deze voorwaardelijke invrijheidstelling door minister van Justitie Jules Lejeune gebeurde op grond van de in 1888 aangenomen wet-Lejeune. 
Een ander gevolg was dat op 17 april 1886 een Commissie van de Arbeid werd opgericht door koning Leopold II. Hieruit kwamen de eerste sociale wetten voort die in 1887, 1888 en 1889 werden ingevoerd. 
- 16 augustus 1887 - de wet over de Nijverheids- en Arbeidsraad, belast met het geven van informatie, overleg en bemiddeling bij collectieve geschillen
- 16 augustus 1887 - de wet over reglementering van de uitbetaling van lonen aan arbeiders
- 18 augustus 1887 - de wet over de niet-overdraagbaarheid en onvatbaarheid voor inbeslagname van de lonen van de werklieden
- 1888 - de wet rond controle en veiligheid van de werkplaats in 1888
- 1889 - de wet over vrouwen- en kinderarbeid